# Cryptocentrum gracillimum
Cryptocentrum gracillimum är en orkidéart som beskrevs av Oakes Ames och Charles Schweinfurth. Cryptocentrum gracillimum ingår i släktet Cryptocentrum, och familjen orkidéer. Inga underarter finns listade i Catalogue of Life.